# 120730 Zhouyouyuan
120730 Zhouyouyuan este o planetă minoră (asteroid) din centura de asteroizi. A fost descoperită pe 26 septembrie 1997 la Xinglong Station⁠(d) de Beijing Schmidt CCD Asteroid Program⁠(d) și a fost numită după Zhou Youyuan⁠(d). 
Obiectul prezintă o orbită caracterizată de o semiaxă mare de 2,3353825187876 UAi, o excentricitate de 0,23564367911768, o înclinație de 1,4419861828731 ° în raport cu ecliptica.